# Betty Cuthbert
Elizabeth Alyse Cuthbert (n. 20 aprilie 1938, Sydney, Noul Wales de Sud, Australia – d. 6 august 2017, Mandurah⁠(d), Australia de Vest, Australia) a fost o atletă australiană, poreclită „golden girl” (fata de aur). Având în palmares patru medalii de aur la Jocurile Olimpice este una dintre cele mai titrate atlete din toate timpurile.

## Carieră
La vârsta de 18 ani, cu doar câteva zile înainte de Jocurile Olimpice din 1956, australianca a stabilit un nou record mondial la 200 m. La Jocurile Olimpice de la Melbourne a concurat mai întâi în proba de 100 de metri, unde a cucerit prima medalie de aur în 11,5 s, în fața nemțoaicei Christa Stubnick (11,7 s). La patru zile după acest succes, a câștigat proba de 200 de metri cu un avans mare, în 23,4 s, din nou în fața lui Stubnick (23,7 s). Și a câștigat a treia medalie de aur cu echipa australiană de ștafetă de 4×100 de metri.
La Jocurile Commonwealth-ului din 1958 atleta a obținut două medalii de argint la 220 yarzi și 4×110 yarzi. La Jocurile Olimpice din 1960 de la Roma nu a câștigat nicio medalie din cauza unei accidentări. În anul 1962 a câștigat medalia de aur la Jocurile Commonwealth-ului cu echipa australiană de ștafetă de 4×110 de yarzi. La Jocurile Olimpice din 1964, la Tokio, a cucerit aurul la 400 m, devenind prima atletă care a reușit să obțină aurul olimpic la 100 metri, 200 metri și 400 metri.
La cinci ani după acest succes a fost diagnosticată cu scleroză multiplă. La Jocurile Olimpice de la Sydney din 2000, în scaun cu rotile, a fost una dintre cele australience care au purtat torța olimpică la ceremonia de deschidere. În 2017 Betty Cuthbert a decedat la vârsta de 79 de ani.

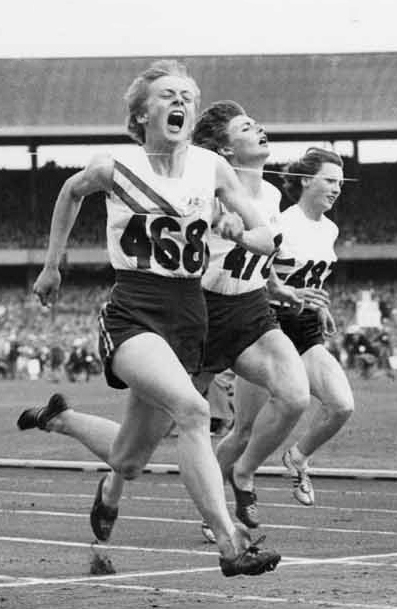
La JO din 1956
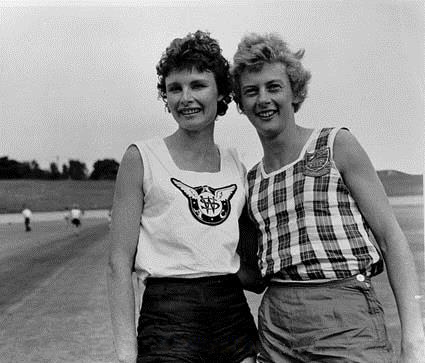
Marlene Matthews și Betty Cuthbert în 1960
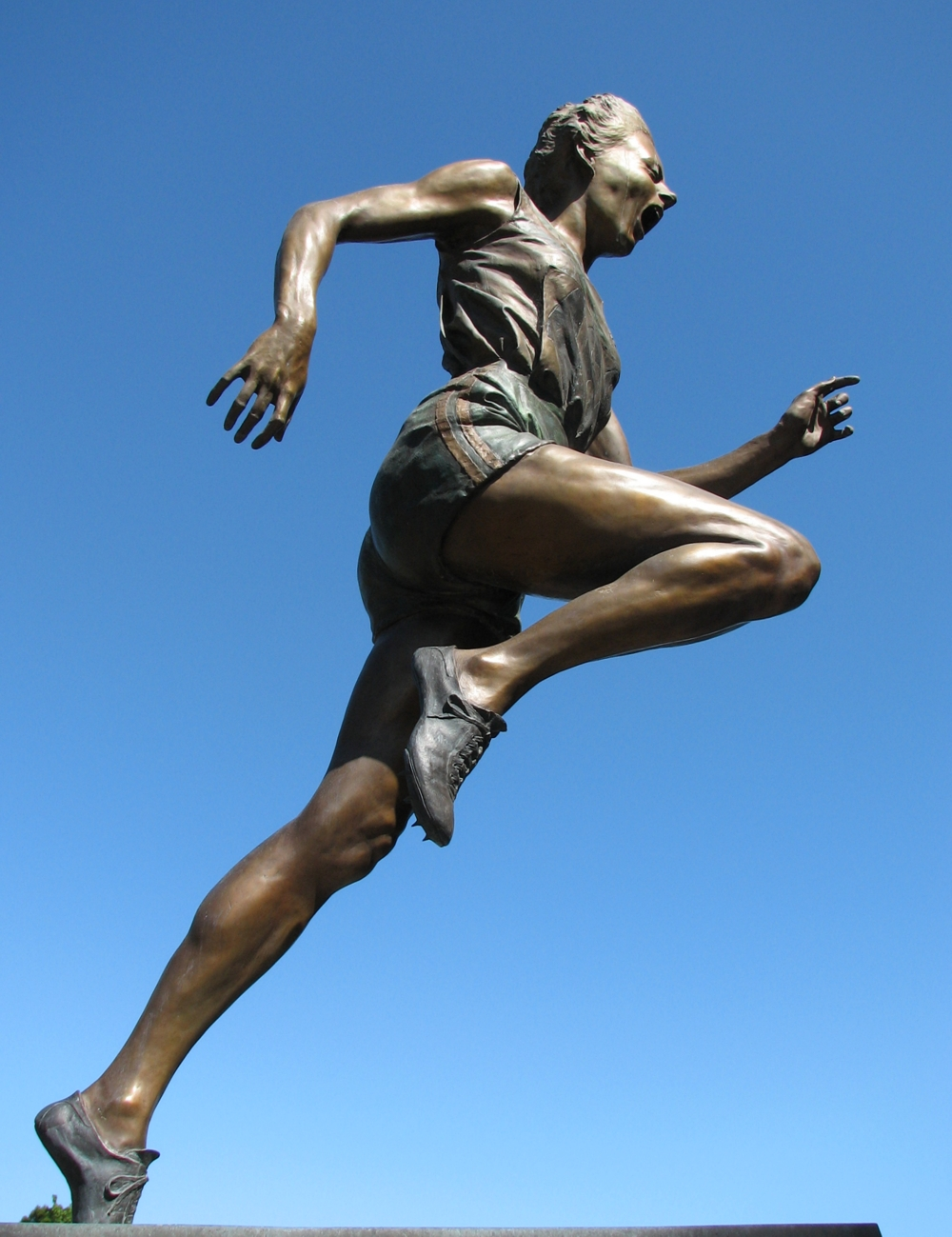
Statuia lui Betty Cuthbert din Melbourne

## Realizări
| An   | Competiție                 | Locație                 | Loc | Eveniment | Note  |
| ---- | -------------------------- | ----------------------- | --- | --------- | ----- |
| 1956 | Jocurile Olimpice          | Melbourne, Australia    | 1   | 100 m     | 11,5  |
| 1956 | Jocurile Olimpice          | Melbourne, Australia    | 1   | 200 m     | 23,4  |
| 1956 | Jocurile Olimpice          | Melbourne, Australia    | 1   | 4×100 m   | 44,5  |
| 1958 | Jocurile Commonwealth-ului | Cardiff, Marea Britanie | 4   | 100 yd    | 10,84 |
| 1958 | Jocurile Commonwealth-ului | Cardiff, Marea Britanie | 2   | 220 yd    | 23,77 |
| 1958 | Jocurile Commonwealth-ului | Cardiff, Marea Britanie | 2   | 4×110 yd  | 46,12 |
| 1960 | Jocurile Olimpice          | Roma, Italia            | 13  | 100 m     | 12,0  |
| 1960 | Jocurile Olimpice          | Roma, Italia            | –   | 200 m     | NS    |
| 1960 | Jocurile Olimpice          | Roma, Italia            | –   | 4×100 m   | NS    |
| 1962 | Jocurile Commonwealth-ului | Perth, Australia        | 8   | 100 yd    | 11,0  |
| 1962 | Jocurile Commonwealth-ului | Perth, Australia        | 5   | 220 yd    | 24,6  |
| 1962 | Jocurile Commonwealth-ului | Perth, Australia        | 1   | 4×110 yd  | 46,71 |
| 1964 | Jocurile Olimpice          | Tokio, Japonia          | 1   | 400 m     | 52,0  |
| 1964 | Jocurile Olimpice          | Tokio, Japonia          | –   | 4×100 m   | NS    |